# 市場木町
市場木町（いちばぎちょう）は、愛知県名古屋市西区にある地名。丁番を持たない単独町名である。住居表示未実施。

## 地理
名古屋市西区の北部に位置する。西は南川町、南東は大野木一丁目・坂井戸町、南西は上小田井一丁目、北は五才美町に接する。

## 歴史

### 地名の由来
字市場木の名に由来する。

### 沿革
- 1960年（昭和35年）3月4日 - 大野木土地区画整理組合の設立が認可される[4]。
- 1972年（昭和47年）9月28日 - 西区山田町大字大野木の一部により西区市場木町として成立[1]。
- 1975年（昭和50年）10月15日 - 西区山田町大字上小田井の一部を編入する[1]。

## 世帯数と人口
2019年（平成31年）2月1日現在の世帯数と人口は以下の通りである。
| 町丁     | 世帯数    | 人口    |
| -------- | --------- | ------- |
| 市場木町 | 1,147世帯 | 2,346人 |

### 人口の変遷
国勢調査による人口の推移
| 2000年（平成12年） | 2,086人 | [ WEB 6 ] |  |
| 2005年（平成17年） | 2,330人 | [ WEB 7 ] |  |
| 2010年（平成22年） | 2,548人 | [ WEB 8 ] |  |
| 2015年（平成27年） | 2,417人 | [ WEB 9 ] |  |

## 学区
市立小・中学校に通う場合、学校等は以下の通りとなる。また、公立高等学校に通う場合の学区は以下の通りとなる。
| 番・番地等 | 小学校               | 中学校               | 高等学校 |
| ---------- | -------------------- | -------------------- | -------- |
| 全域       | 名古屋市立山田小学校 | 名古屋市立山田中学校 | 尾張学区 |

## 交通

### 鉄道
- 名古屋市交通局
  -  名古屋市営地下鉄鶴舞線 - 庄内緑地公園駅（T02）

### バス
- 名古屋市営バス（名古屋市交通局）
  - 庄内緑地公園停留所[WEB 12]
    - 1番のりば - ■栄11号系統（栄行）・□山田巡回系統（如意車庫前行）
    - 2番のりば - ■栄11号系統（平田住宅行）・□山田巡回（平田住宅行）

  - 小田井市場木停留所[WEB 13]
    - 1番のりば - ■名駅12号系統（如意車庫前行）・■栄11号系統（如意車庫前行）・□山田巡回系統（如意車庫前行）

### 道路
- 愛知県道63号名古屋江南線
- 愛知県道451号名古屋外環状線

## 施設
- 御幸毛織庄内川工場[2]
- 由池公園[2]
- クラフトアートトーカイ小田井店
- 小田井保育園第二保育園
- リウゲ内科小田井クリニック

## その他

### 日本郵便
- 郵便番号 : 452-0805[WEB 3]（集配局：名古屋西郵便局[WEB 14]）。

### WEB
1. ↑  “愛知県名古屋市西区の町丁・字一覧”.   人口統計ラボ. 2017年10月7日閲覧。
2. 1 2  “町・丁目(大字)別、年齢(10歳階級)別公簿人口(全市・区別)”.   名古屋市 (2019年2月20日). 2019年3月10日閲覧。
3. 1 2  “郵便番号”.  日本郵便. 2019年3月10日閲覧。
4. ↑  “市外局番の一覧”.   総務省. 2019年1月6日閲覧。
5. ↑  名古屋市役所市民経済局地域振興部住民課町名表示係 (2015年10月21日). “西区の町名一覧”.   名古屋市. 2017年10月7日閲覧。
6. ↑  名古屋市役所総務局企画部統計課統計係 (2005年7月1日). “（刊行物）名古屋の町(大字)・丁目別人口 (平成12年国勢調査) 西区” (xls). 2017年10月8日閲覧。
7. ↑  名古屋市役所総務局企画部統計課統計係 (2007年6月29日). “平成17年国勢調査　名古屋の町(大字)別・年齢別人口 西区” (xls). 2017年10月8日閲覧。
8. ↑  名古屋市役所総務局企画部統計課統計係 (2012年6月29日). “平成22年国勢調査　名古屋の町(大字)別・年齢別人口 西区” (xls). 2017年10月8日閲覧。
9. ↑  名古屋市役所総務局企画部統計課統計係 (2017年7月7日). “平成27年国勢調査　名古屋の町(大字)別・年齢別人口” (xls). 2017年10月8日閲覧。
10. ↑  “市立小・中学校の通学区域一覧”.   名古屋市 (2018年11月10日). 2019年1月14日閲覧。
11. ↑  “平成29年度以降の愛知県公立高等学校（全日制課程）入学者選抜における通学区域並びに群及びグループ分け案について”.   愛知県教育委員会 (2015年2月16日). 2019年1月14日閲覧。
12. ↑  “なごや地図ナビ 庄内緑地公園”. 2014年1月6日閲覧。
13. ↑  名古屋市交通局. “なごや地図ナビ 小田井市場木”. 2014年1月6日閲覧。
14. ↑  郵便番号簿 平成29年度版 - 日本郵便. 2019年03月10日閲覧 (PDF)

### 文献
1. 1 2 3  名古屋市計画局 1992, p. 764.
2. 1 2 3 4  「角川日本地名大辞典」編纂委員会 1989, p. 1505.
3. ↑  名古屋市計画局 1992, p. 213.
4. ↑  名古屋市土地区画整理組合等一覧 - 公益財団法人名古屋まちづくり公社. 2020年9月12日閲覧.